# پایگاه هوایی کولنل لویس ارتورو رودریگز منسس
پایگاه هوایی کولنل لویس ارتورو رودریگز منسس (به انگلیسی: Colonel Luis Arturo Rodríguez Meneses Air Base) (به زبان بومی: Base Aérea Coronel Luis Arturo Rodríguez Meneses) یک فرودگاه نظامی است که یک باند فرود آسفالت دارد و طول باند آن ۲۰۶۷ متر است. این فرودگاه در کشور کلمبیا قرار دارد و در ارتفاع ۸۷ متری از سطح دریا واقع شده‌است.